# Екатерингофский остров
Екатеринго́фский остров — остров в дельте реки Екатерингофки на территории Санкт-Петербурга, ограниченный рекой Екатерингофкой, Бумажным каналом и рекой Таракановкой.

## История
Название Екатерингофский остров возникло в XVIII веке по находившемуся на острове Екатерингофскому дворцу.

## Мосты
С другими островами Екатерингофский остров соединяют мосты:
- Молвинский мост
- Сутугин мост
- Бумажный мост

## Достопримечательности
- парк Екатерингоф